# Bitcoin Core
Bitcoin Core est un des clients pair à pair de la crypto-monnaie Bitcoin. Il est sous licence open source. 
Initialement, le logiciel a été publié par Satoshi Nakamoto sous le nom de Bitcoin, puis Bitcoin-Qt et fut renommé plus tard en Bitcoin Core. Il est également connu sous le nom de Satoshi client. C'est le logiciel de référence pour les nœuds qui constituent le réseau Bitcoin. En 2016, depuis son apparition, la majorité des mineurs de Bitcoin plébiscitent son utilisation (90% des mineurs de Bitcoin utilisent ce client au lieu d'un autre) et encouragent les développeurs de Bitcoin Core à ne pas modifier le protocole sous-jacent au Bitcoin. 
Bitcoin Core est maintenu par Wladimir J. van der Laan.